# WinGate
WinGate est un Serveur Proxy/Firewall. Il permet le contrôle de l'accès et le partage d'une connexion internet.
WinGate offre divers outils permettant de partager une connexion Internet en toute sécurité : serveur proxy compatible avec plusieurs protocoles, protocole NAT (traduction d’adresses réseau), serveur DHCP (attribution automatique des paramètres Internet aux ordinateurs du réseau).

## Historique
| Date | Version       |
| 2014 | WinGate 8.2.5 |
| 2013 | WinGate 8.0.0 |
| 2012 | WinGate 7.0.8 |
| 2008 | WinGate 6.5   |
| 2006 | WinGate 6.2   |
| 2005 | WinGate 6.1   |
| 2004 | WinGate 6.0   |
| 2003 | WinGate 5.2.3 |
| 2002 | WinGate 5.0   |
| 2001 | WinGate 4.5   |
| 2000 | WinGate 4.0   |
| 1998 | WinGate 3.0   |
| 1996 | WinGate 2.0   |
| 1995 | WinGate 1.0   |

## Sources
- (en) Site Officiel de Wingate
- (fr) Installation de Wingate
- (fr) Partager une connexion internet avec Wingate
- (fr) Configuration PC client Wingate
- (fr) Installation de Wingate sous NT